# Through the Years
Through the Years — збірка англійської групи Jethro Tull, який був випущений 30 червня 1998 року.

## Композиції
1. Living in the Past (Live) - 5:03
2. Wind Up - 6:04
3. Warchild - 4:33
4. Dharma for One - 4:11
5. Acres Wild - 3:22
6. Budapest - 10:00
7. The Whistler - 3:30
8. We Used to Know - 3:55
9. Beastie - 3:57
10. Locomotive Breath (Live) - 5:36
11. Rare and Precious Chain - 3:34
12. Quizz Kid - 5:08
13. Still Loving You Tonight - 4:30

## Учасники запису
- Мартін Барр — гітара
- Ян Андерсон — вокал
- Баррімор Барлоу — барабани
- Джеффрі Хеммонд — бас-гітара
- Петер-Джон Веттес — клавіші